# Helmerhoek
De Helmerhoek is een van de drie wijken in stadsdeel Zuid in Enschede.
De bouw van deze wijk begon in de jaren tachtig en werd afgerond aan het eind van de jaren negentig. De wijk was direct al zeer vooruitstrevend omdat hij niet werd aangesloten op het gasnet en dus alleen maar elektriciteit als energiebron had. In 2006 vond een renovatie van het warmwaternet plaats.
De wijk is vernoemd naar het nabijgelegen erve De Helmer. De straten (eindigend op "-hoek") zijn vernoemd naar landgoederen en agrarische gebruiksvoorwerpen in Twente. De wijk heeft drie centrale ontsluitingswegen, via de Broekheurnerring, die zich steeds verder vertakken. Midden door de wijk loopt een busbaan en midden in de woonwijk, aan de busbaan, ligt een klein winkelcentrum.
Ten zuiden van de wijk ligt de recreatieplas Het Rutbeek, ten zuidwesten het dorp Usselo. Rijksweg A35 vormt sinds begin deze eeuw de noordgrens van de wijk.